# Vasile Tomoiagă
Vasile Tomoiagă (ur. 20 stycznia 1964 w Vișeu de Sus) – rumuński wioślarz, dwukrotny medalista olimpijski i trzykrotny medalista mistrzostw świata.

## Kariera
Wystartował na igrzyskach olimpijskich w Los Angeles w 1984, gdzie Rumuni w składzie: Dimitrie Popescu, Vasile Tomoiagă i Dumitru Răducanu (sternik) zdobyli srebrny medal w dwójkach ze sternikiem. W finale o 5,22 sekundy przegrali z osadą Włoch, a o 1,60 sekundy wyprzedzili osadę USA. Srebrny medal, tym razem w czwórkach ze sternikiem, zdobył też na rozgrywanych w 1988 igrzyskach olimpijskich w Seulu. Wspólnie z Ioanem Snepem, Valentinem Robu, Dimitrie Popescu i Ladislau Lovrenschim uplasował się w finale A o 2,84 sekundy za osadą NRD i o 2,20 sekundy przed osadą Nowej Zelandii. Na tych samych igrzyskach był czwarty w dwójkach ze sternikiem, walkę o podium Rumuni przegrali tam z Brytyjczykami o 0,65 sekundy. Brał także udział w igrzyskach olimpijskich w Barcelonie w 1992, gdzie zajął 19. miejsce w dwójkach bez sternika.
W czwórkach ze sternikiem zdobył też złoty medal na mistrzostwach świata w Bledzie (1989). Ponadto był drugi w dwójkach ze sternikiem na mistrzostwach świata w Hazewinkel (1985) oraz trzeci na mistrzostwach świata w Kopenhadze (1987).
Kształcił się na Państwowym Uniwersytecie Wychowania Fizycznego i Sportu w Bukareszcie, zostając nauczycielem wychowania fizycznego. Po upadku komunizmu w Rumunii wyemigrował do Francji. Pracował tam jako trener, następnie został przedsiębiorcą. 